# Quân hàm Không quân Đức Quốc xã
Lực lượng Không quân Đức Quốc xã (Tiếng Đức: Luftwaffe) , từ khi thành lập năm 1933 đến khi kết thúc Thế chiến thứ hai năm 1945, sử dụng các cấp bậc tương tự như các lực lượng không quân khác vào thời điểm đó; tuy nhiên, một số cấp bậc của Luftwaffe không có cấp bậc tương đương trong lực lượng không quân Đồng minh. Mặc dù nhiều cấp bậc có thể tương đương với các lực lượng không quân khác, nhưng trên thực tế, quân đội Luftwaffe có trách nhiệm lớn hơn nhiều; trong khi các sĩ quan của Không quân Hoàng gia Anh, Lực lượng Không quân Anh, được thăng cấp bậc cao hơn khi thực hiện các chức năng cấp bậc cao hơn, thì các sĩ quan Luftwaffe vẫn duy trì cấp bậc của họ khi thực hiện các chức năng, bất kể quy mô trách nhiệm được giao cho họ.   

## Quân hàm Không quân Đức Quốc xã
| Quân hàm                                          | Quân hàm                                          | Quân hàm                     | Cấp bậc | Dịch | Tương đương gần đúng trong Chiến tranh thế giới thứ hai | Tương đương gần đúng trong Chiến tranh thế giới thứ hai | Tương đương gần đúng trong Chiến tranh thế giới thứ hai |
| Cổ áo                                             | Cầu vai                                           | Tay áo (Đồ bay)              | Cấp bậc | Dịch | Hoa Kỳ                                                  | Anh                                                     |                                                         |
| Cấp tướng                                         | Cấp tướng                                         | Cấp tướng                    | Cấp tướng | Cấp tướng | Cấp tướng                                               | Cấp tướng                                               |                                                         |
| ------------------------------------------------- | ------------------------------------------------- | ---------------------------- | --- | --- | ------------------------------------------------------- | ------------------------------------------------------- | ------------------------------------------------------- |
|                                                   |                                                   | —                            | Reichsmarschall | Thống chế Đế chế | —                                                       | —                                                       |                                                         |
|                                                   |                                                   |                              | Generalfeldmarschall | Thống chế (Đức Quốc xã) | Thống tướng Không quân                                  | Thống chế Không quân Hoàng gia                          |                                                         |
|                                                   |                                                   |                              | Generaloberst | Đại tướng | Đại tướng                                               | Trưởng thống chế Không quân                             |                                                         |
|                                                   |                                                   |                              | General der Waffengattung - General der Fallschirmtruppe - General der Flakartillerie - General der Flieger - General der Luftnachrichtentruppe - General der Luftwaffe | Thượng tướng binh chủng - Thượng tướng Nhảy dù - Thượng tướng Phòng không - Thượng tướng Phi công - Thượng tướng Thông tin liên lạc Không quân - Thượng tướng Không quân | Trung tướng                                             | Thống chế không quân                                    |                                                         |
|                                                   |                                                   |                              | Generalleutnant | Trung tướng | Thiếu tướng                                             | Phó thống chế không quân                                |                                                         |
|                                                   |                                                   |                              | Generalmajor | Thiếu tướng | Chuẩn tướng                                             | Đề đốc không quân                                       |                                                         |
| Cấp sĩ quan                                       |                                                   |                              | | |                                                         |                                                         |                                                         |
|                                                   |                                                   |                              | Oberst | Đại tá | Đại tá                                                  | Group captain                                           |                                                         |
|                                                   |                                                   |                              | Oberstleutnant | Trung tá | Trung tá                                                | Wing commander                                          |                                                         |
|                                                   |                                                   |                              | Major | Thiếu tá | Thiếu tá                                                | Phi đội trưởng                                          |                                                         |
|                                                   |                                                   |                              | Hauptmann | Đại úy | Đại úy                                                  | Flight lieutenant                                       |                                                         |
|                                                   |                                                   |                              | Oberleutnant | Thượng úy | Trung úy                                                | Flying officer                                          |                                                         |
|                                                   |                                                   |                              | Leutnant | Trung úy | Thiếu úy                                                | Sĩ quan phi công                                        |                                                         |
| Cấp Hạ sĩ quan và Học viên sĩ quan (OA)           |                                                   |                              | | |                                                         |                                                         |                                                         |
|                                                   | en: Request for creation and upload of a picture! |                              | Fahnenjunker-Stabsfeldwebel | Kỳ binh (với cấp Thượng sĩ tham mưu) | N/A                                                     | N/A                                                     |                                                         |
|                                                   | Stabsfeldwebel                                    | Thượng sĩ tham mưu           | Sergeant major | Warrant officer |                                                         |                                                         |                                                         |
| en: Request for creation and upload of a picture! |                                                   | Fahnenjunker-Oberfeldwebel   | Kỳ binh (với cấp Thượng sĩ) | Flight cadet | Acting pilot officer                                    |                                                         |                                                         |
|                                                   | Oberfeldwebel                                     | Thượng sĩ                    | Master sergeant | — |                                                         |                                                         |                                                         |
|                                                   | en: Request for creation and upload of a picture! |                              | Fahnenjunker-Feldwebel | Kỳ binh (với cấp Trung sĩ) | N/A                                                     | N/A                                                     |                                                         |
|                                                   | Feldwebel                                         | Trung sĩ                     | Technical sergeant | Flight sergeant |                                                         |                                                         |                                                         |
|                                                   |                                                   |                              | Fahnenjunker-Unterfeldwebel | Kỳ binh (với cấp Hạ sĩ) | Flight cadet                                            | Officer cadet                                           |                                                         |
|                                                   | Unterfeldwebel                                    | Hạ sĩ                        | Staff sergeant | Sergeant |                                                         |                                                         |                                                         |
|                                                   | en: Request for creation and upload of a picture! |                              | Fahnenjunker-Unteroffizier | Kỳ binh (với cấp Hạ-sĩ quan) | Flight cadet                                            | Officer cadet                                           |                                                         |
|                                                   | Unteroffizier                                     | Sĩ quan cấp dưới/ Hạ-sĩ quan | Sergeant | Corporal |                                                         |                                                         |                                                         |
| Cấp binh                                          |                                                   |                              | | |                                                         |                                                         |                                                         |
|                                                   |                                                   |                              | Stabsgefreiter | Tham mưu "miễn" | Senior airman                                           | Leading aircraftman                                     |                                                         |
|                                                   | Hauptgefreiter (sử dụng đến 1944)                 | "Miễn" chính                 | | | Senior airman                                           | Leading aircraftman                                     |                                                         |
|                                                   |                                                   | Obergefreiter                | Thượng "Miễn" | Airman first class |                                                         | Leading aircraftman                                     |                                                         |
|                                                   |                                                   | Gefreiter                    | "Miễn" | Airman |                                                         | Leading aircraftman                                     |                                                         |
|                                                   | —                                                 | Flieger                      | Lính bay | Airman basic | Aircraftman 2nd class                                   |                                                         |                                                         |

## Condor Legion
| Phụ hiệu | Phụ hiệu  | Cấp bậc Đức                              | Tương đương với cấp bậc của Tây Ban Nha |
| Ngực     | Cổ tay áo | Cấp bậc Đức                              | Tương đương với cấp bậc của Tây Ban Nha |
| -------- | --------- | ---------------------------------------- | --------------------------------------- |
| —        |           | Generalleutnant                          | General de división                     |
| —        |           | Generalmajor                             | General de brigada                      |
| —        |           | Oberst                                   | Coronel                                 |
|          | —         | Oberstleutnant                           | Coronel                                 |
|          | —         | Major                                    | Teniente coronel                        |
|          | —         | Hauptmann                                | Comandante                              |
|          | —         | Oberleutnant                             | Capitán                                 |
|          | —         | Leutnant                                 | Teniente                                |
|          |           |                                          |                                         |
|          | —         | Feldwebel, Oberfeldwebel, Stabsfeldwebel | Alférez                                 |
|          | —         | Unteroffizier, Unterfeldwebel            | Sargento                                |
|          | —         | Legionär                                 | Cabo                                    |
| Nguồn:   |           |                                          |                                         |